# Musik ist Trumpf (Fernsehsendung)
Musik ist Trumpf war eine Musikrevue mit Sketcheinlagen und Wunschkonzert-Charakter von ZDF, ORF und SRG, die von 1975 bis 1981 lief und am Samstagabend live ausgestrahlt wurde. Ihr Konzept hatte Peter Frankenfeld entworfen, der sie auch bis zu seinem Tod präsentierte. Sein Nachfolger wurde Harald Juhnke, bis dessen Alkoholprobleme zur Einstellung der Sendereihe führten.

## Vorgeschichte
Frankenfeld nicht mehr gefragt

Die erste Programmwahl in der Hörzu, erster Teil

Die erste Programmwahl in der Hörzu, zweiter Teil

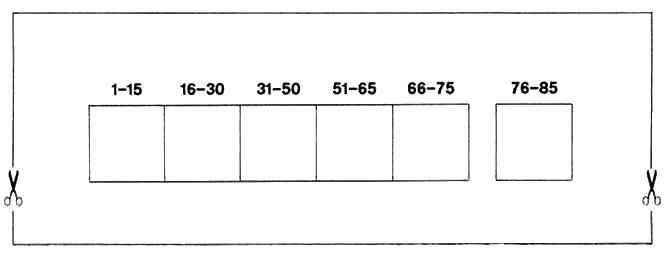
Coupon für die Wahl in der Hörzu

Peter Frankenfeld musste seine Show Vergißmeinnicht 1970 beenden, ohne eine vergleichbare Sendung angeboten zu bekommen. Zum einen setzte das ZDF nun auf jüngere Showmaster, zum anderen war sein Konzept bei der Sendeanstalt nicht mehr gefragt. Unterhaltung musste nun auch Wissen vermitteln, besser noch belehren. Beides verkörperte Frankenfeld nicht. Da er der bedeutendste Showmaster des ZDF war, gab man ihm noch die Show Sie und Er im Kreuzverhör, die im Vorabendprogramm lief, mehr aber nicht. Mit der neuen Linie verlor das ZDF viele Zuschauer, insbesondere die älteren fühlten sich nicht mehr angesprochen.
Führungswechsel beim ZDF
Die Situation änderte sich erst mit der Ablösung von Unterhaltungschef Heinz Oepen durch Peter Gerlach im Sommer 1972 und mit dem überraschenden Tod des umstrittenen Programmdirektors Joseph Viehöver im August 1973. Nun testete man die Akzeptanz von Frankenfeld mit einzelnen Shows, nämlich am 15. November 1973 mit Der Wind hat mir ein Lied erzählt und am 22. August 1974 mit Musik liegt in der Luft. Es handelte sich um Musikrevuen, bei denen Stars wie Mona Baptiste oder Helmut Zacharias Evergreens aufführten und Peter Frankenfeld als Conférencier auftrat. Die Shows kamen beim älteren Publikum so ausgezeichnet an wie sonst nur die Peter-Alexander-Show. Aus der gezielten Befragung verschiedener Zuschauergruppen schloss Gerlach, die als veraltet geltende Unterhaltungsrevue müsse wiederbelebt werden. Diese sollte den Charakter eines Wunschkonzerts haben und könne nur von Peter Frankenfeld präsentiert werden. Der einzige Redakteur, der die Pläne unterstützte, war Harald Müller.
Besuch von Peter Gerlach und Harald Müller in Wedel
Gerlach und Müller besuchten Frankenfeld im November 1974 in seinem Privathaus in Wedel, um ihm eine regelmäßige große Musikrevue für den Samstagabend anzubieten. Frankenfeld zeigte sich zunächst enttäuscht: „Dafür braucht ihr mich? Ich soll die Musik von dem und dem und die und die ansagen – weiter nichts?“ Erst als die beiden verkündeten, sie seien gekommen, um aus einer Wunschkonzert-Reihe eine Frankenfeld-Show zu machen, und dass eine Koppelung mit dem Radio vorgesehen sei und Schallplatten zugunsten eines wohltätigen Zwecks, da holte er Papier und Bleistift, um unverzüglich den Wunschzettel zu entwerfen. Fortan arbeitete Frankenfeld täglich an der Show. Später bezeichnete er Gerlach und Müller als das originellste Redaktionsgespann, das ihm je untergekommen sei.

## Ära Frankenfeld
Pilotsendung
Am Donnerstag, den 2. Januar 1975, fand unter dem Titel Musik ist Trumpf, Melodien die man nie vergisst eine Pilotsendung statt. Sie kam aus der Rheingoldhalle in Mainz und war noch bescheiden in ihrem Aufwand, besaß aber bereits die berühmte spätere Zebrastreifenrampe, die durch den gestreiften Wechsel von schwarz und weiß optisch sehr nah an eine Showtreppe herankam, aber durch die ebene Fläche den Vorteil hatte, für Ballett und Künstler stolperfrei begehbar und betanzbar zu sein.
Erste Ausgabe
Die erste offizielle Sendung fand dann auch gleich am 22. Februar 1975 vor 2500 Zuschauern in der Philipshalle in Düsseldorf statt. Das Publikum entließ Frankenfeld erst nach lang anhaltendem Beifall, beim ZDF gingen noch eineinhalb Stunden nach der Sendung begeisterte Anrufe ein, was es seit der ersten Peter-Alexander-Show fünf Jahre zuvor nicht mehr gegeben hatte. Das Programm dieser Ausgabe war noch nicht von den Zuschauern ausgewählt, in den Programmzeitschriften der betreffenden Woche fand sich aber der Coupon mit den Vorschlägen für die zweite Ausgabe.
Bühnenbild
Als große Samstagabend-Show bekam Musik ist Trumpf ein festliches Erscheinungsbild. Peter Frankenfeld erschien stets im Smoking und die Bühne war mit Blumen dekoriert. Zentrales Element war die oben genannte „Zebrastreifen-Showtreppe“ rechts herum um das Orchester, über die zu Beginn das Ballett und der Showmaster, anschließend die Interpreten einzeln und „zum großen Finale“ alle gemeinsam auf die Bühne gelangten. Das Tanzorchester war links daneben auf Podesten untergebracht. Die Bühnen-Inszenierung wurde vom Choreographen Hannes Winkler gestaltet.
Zuschauerbeteiligung
In verschiedenen Programmzeitschriften gab es Coupons, die man ausschneiden und auf die Rückseite einer Postkarte geklebt einsenden sollte. Da es sich um kein reines Wunschkonzert handelte, gab es keine freie Auswahl, sondern man konnte lediglich innerhalb verschiedener Bilder (Musikthemen) jeweils einen Titel aus mehreren aufgelisteten Vorschlägen der Redaktion ankreuzen. Unter den Einsendungen wurden einige Preise ausgelost, darunter Reisen, tragbare Farbfernsehgeräte im Wert von 500 DM und Schallplatten, deren Gewinner in der Sendung verlesen oder persönlich vorgestellt wurden. Gewinnen konnten aber nur diejenigen, welche exakt jeden Siegertitel in allen Kategorien angekreuzt hatten. Um nochmal auf die Zuschauerabstimmung in der Zeitung hinzuweisen, kündigten viele Programmzeitschriften die Sendung gewöhnlich an mit Von Ihnen ausgewählt: Musik ist Trumpf.
Comedy
Ein wichtiger Bestandteil von Musik ist Trumpf waren die Comedy-Elemente. Da sich die Musik mehr an ältere Zuschauer wandte, so sorgten diese dafür, dass sich auch jüngere Menschen die Sendung ansahen. Dabei gab es einen etwa zehn Minuten dauernden Sketch mit eigens eingeladenen Schauspielern, beispielsweise Walter Giller und zumeist Frankenfelds Frau, Lonny Kellner. Hinzu kamen kürzere Darbietungen, die Frankenfeld meist allein oder mit dem Orchesterleiter vorführte. Die Sketche waren derart populär, dass sie 1987 als sechsteilige Serie Humor ist Trumpf eigenständig ausgestrahlt wurden. In praktisch jeder Sendung brachte Frankenfeld dabei auch seine Fähigkeit ein, die unterschiedlichen Dialekte nahezu perfekt zu sprechen. Gelegentlich kamen überdies seine Zauberkünste zum Tragen. Grundsätzlich schrieb er das Drehbuch der gesamten Show selbst.
Musik
Die Musik nahm etwa zwei Drittel der Sendezeit in Anspruch. Sie kam in mehreren Blöcken vor, gewöhnlich waren es zwei Potpourri-Blöcke, ein Instrumental-Block des Tanzorchesters, ein Block für den Stargast und ein Operetten-Block. Zur Begleitung spielten die Orchester von Max Greger oder Hugo Strasser. Ein Potpourri wurde von mehreren, bis zu fünf Sängern gestaltet, die nacheinander die Showtreppe hinunterstiegen. Ein Block dauerte etwa zehn bis fünfzehn Minuten, der Instrumentalteil fiel etwas kürzer aus. Das ZDF-Ballett kam in mehreren Blöcken vor. Beim Stargast handelte es sich um einen bekannten Gesangskünstler wie Caterina Valente, mit dem Peter Frankenfeld nach seiner Darbietung auch noch einige Worte wechselte.
Radioausstahlung
Bereits die Pilotsendung wurde vom Deutschlandfunk auf Lang- und Mittelwelle ausgestrahlt. Ab der Ausgabe vom 3. Juni 1978 übertrug für Berlin auch RIAS 2 die Sendung in Stereofonie.
Wohltätigkeit
Es gab im Laufe der Zeit einige Musik ist Trumpf-Schallplatten, die für 12,50 DM verkauft wurden, und von denen 2,50 DM an die Deutsche Krebshilfe gingen. Diese Schallplatten enthielten aber nicht die Musik aus der Sendung, sondern waren eigenständige Werke. Gelegentlich war auch die Vorsitzende der Krebshilfe, Mildred Scheel, zu Gast, um sich für die Spenden zu bedanken. Die Wohltätigkeit nahm aber einen kleineren Raum ein als bei Vergißmeinnicht, insbesondere gab es dazu kein Gewinnspiel.
Ende der Ära Frankenfeld
Frankenfeld erkrankte kurz nach der Sendung vom 26. August 1978. Daraufhin wurden zwei Sendungen von Kollegen präsentiert, wobei jeder einen Teil der Moderation übernahm und Genesungswünsche aussprach.

## Ära Juhnke
Übergang
Nach dem überraschenden Tod von Frankenfeld übernahm auf Initiative von Unterhaltungschef Peter Gerlach Harald Juhnke die Show, mit Barbara Schöne als Assistentin. Juhnke schien dafür geradezu geschaffen und war trotz fehlender Erfahrung als Showmaster auf Anhieb beim Publikum beliebt; allerdings bestanden wegen seiner Alkoholprobleme immer öfter Zweifel, ob die Sendung ordnungsgemäß ablaufen würde.
Der neue Entertainer
„Meine Damen und Herren! Sie alle wissen, dass in dieser Sendung einmal ein Meister vor Ihnen stand. Ich bin nur ein Lehrling, der heute sein Gesellenstück abliefern soll.“ Mit diesen Worten begrüßte Juhnke sein Publikum, das ihn im Saal noch nach dem Ende der Sendung begeistert feierte. Bei einer Einschaltquote von 59 Prozent hatten dreißig Millionen Zuschauer Juhnkes mit Spannung erwartete Premiere verfolgt. Juhnke, der sich in seinem Stil an Frank Sinatra orientierte, verhielt sich auch bei den späteren Folgen von Musik ist Trumpf diszipliniert, vor kleinerem Publikum leistete er sich aber weiterhin seine gefürchteten Ausfälle. Zudem sorgte er sich, dass sein großer Erfolg als Entertainer ihn daran hindern könnte, als anspruchsvoller Schauspieler anerkannt zu werden.
Ende der Sendereihe
Vor der Freitags-Probe zur Sendung vom 17. Oktober 1981 aus Böblingen brach Juhnke an der Hotelbar stark alkoholisiert zusammen und musste sogar ärztlich versorgt werden. Das ZDF ließ ihn nach Hause fliegen, begründete den Ausfall mit dem Tod seines Vaters und kündigte Das Schönste aus Musik ist Trumpf an, mit Ausschnitten aus der Ära Juhnke. Diese Sondersendung hatte man für den Fall eines Ausfalls bereits vorbereitet. Die Veranstaltung in Böblingen präsentierten dann Elmar Gunsch und Barbara Schöne, sie wurde aufgezeichnet und eine Woche später, am Sonntag von 15:25 Uhr bis 17:00 Uhr ausgestrahlt. Der Sender sah sich daraufhin veranlasst, sich von Juhnke zu trennen. Mit der ZDF-Silvestershow Silvester-Trümpfe vom 31. Dezember 1981 endete die noch immer erfolgreiche Sendereihe „Musik ist Trumpf“ dann endgültig. Juhnke behauptete später, unzufrieden mit seinem Engagement gewesen zu sein und das Ende der Sendung daher absichtlich herbeigeführt zu haben.

## Titellied
Die Titelmelodie wurde von Heinz Gietz komponiert und stammte ursprünglich aus dem Film Musik ist Trumpf, die Hazy Osterwald-Story von 1962. Das Hazy-Osterwald-Sextett sang seinerzeit das Titellied und brachte es auch auf Schallplatte heraus. Als in der Sendung vom 18. Juni 1977 das Hazy-Osterwald-Sextett zu Gast war, sang es den Titel selbst mit deren ursprünglichen Originaltext:
Musik ist Trumpf!

Musik ist Trumpf für jeden!

Du brauchst nicht lang zu reden,

weil die Musik für dich die Liebe gesteht.

Musik ist Trumpf!

Musik ist Trumpf im Leben!

Sie wird es immer geben,

solang' der Globus sich noch dreht.

In jeder kleinen Tropical Bar

ist der Pianist ein King,

In jeder großen Musical Hall

spielt die Bigband ihren Swing.

Musik ist Trumpf!

Musik ist Trumpf im Leben!

Sie wird es immer geben,

solang' der Globus sich noch dreht,

solange unsere Welt besteht.
Für die Fernsehshow spielte der Komponist Heinz Gietz mit seinem Chor und Orchester jedoch eine Coverversion ein, die zum Auftakt mit leicht veränderten Textzeilen und am Schluss textfrei daher kam:
Musik ist Trumpf!

Musik ist Trumpf für jeden!

Du brauchst nicht lang zu reden,

weil die Musik sofort ein jeder versteht.

Musik ist Trumpf!

Musik ist Trumpf im Leben!

Sie wird es immer geben,

solang' der Globus sich noch dreht.

Wenn Du vergnügt bist, hält sie Dich jung

und die Welt gefällt Dir so!

Wenn Du betrübt bist, gibt sie Dir Schwung

und sie macht Dich wieder froh!

Musik ist Trumpf!

Musik ist Trumpf im Leben!

Sie wird es immer geben,

solang' der Globus sich noch dreht,

solange unsere Welt besteht!

Solang' der Globus sich noch dreht!

Solang' der Globus sich noch dreht!

Solange unsere Welt besteht!

Musik ist Trumpf!

## Showmaster
In der Sendung Musik ist Trumpf gab es diese Showmaster und Moderatoren:
- 2. Januar 1975 bis 26. August 1978: Peter Frankenfeld (25 Sendungen: 23 Folgen plus Pilotsendung und „Das Schönste aus Musik ist Trumpf“)
- 21. Oktober 1978: Peter Alexander, Frank Elstner, Hans Rosenthal, Anneliese Rothenberger und Michael Schanze
- 16. Dezember 1978: Elmar Gunsch, Dieter Thomas Heck, Robert Lembke, Ilja Richter und Wim Thoelke
- 31. März 1979 bis 6. September 1981: Harald Juhnke (16 Sendungen: 14 Folgen plus „Das Schönste aus Musik ist Trumpf“ und „Silvester-Trümpfe“)

## Liste der ZDF-Ausstrahlungen
| Folge | Datum                       | Ort                            | Gäste |
| 0     | 2. Januar 1975 Pilotsendung | Mainz, Rheingoldhalle          | Hugo Strasser, Caterina Valente, Jacqueline Boyer, Ralf Bendix, Carlos Otero, Nana Gualdi, Bill Ramsey, Evelyn Künneke, Ralf Paulsen, Botho-Lucas-Chor, Peter Kraus, Jimmy Makulis, Fritz Schulz-Reichel |
| 1     | 22. Februar 1975            | Düsseldorf, Philipshalle       | Heinz Gietz, Willy Mattes, Anneliese Rothenberger, Peter Minich, Ellen Friese, Heinz Schenk, Willy Schneider, Max Strecker, Franz Grothe, Heinz Schachtner, Margot Eskens, Gitte, Silvio Francesco, Vico Torriani, Lolita, Franzl Lang, Ernst Mosch, Original Egerländer Musikanten, Barbara Rosen, Edith Hancke |
| 2     | 19. April 1975              | Köln, Sporthalle               | Heinz Gietz, Willy Mattes, Katja Ebstein, Paola, Freddy Breck, Heino, Peter Rubin, Max Greger, Hellberg-Duo, Fred Bertelmann, Die Westfälischen Nachtigallen, Ilse Gramatzki, Edda Moser, Peter Lagger, Theo Lingen, Marika Rökk, Claus Cristofolini, Helmut Ketels |
| 3     | 21. Juni 1975               | Wiesbaden, Rhein-Main-Halle    | Heinz Gietz, Renate und Werner Leismann, Original Kapelle Egerland, Egerland-Trio, Mary Roos, Tonia, Tony Marshall, Medium-Terzett, Helga Feddersen, Willy Mattes, Hedi Richter, Walter Kolman, Cornelia Froboess, Paul Hubschmid, Rex Gildo, Klaus Havenstein, Kurt Waitzmann, Hugo Strasser |
| 4     | 13. September 1975          | Saarbrücken, Saarlandhalle     | Heinz Gietz, Olivia Molina, Julio Iglesias, Los Diablos, Marek & Vacek, Tamas Hacki, Rodica Simion, Peter Marcus, Iris Wachalowsky, Jean-Louis Bogner, Mireille Mathieu, Lonny Kellner, Martin Jente, Margit Schramm, Heinz Hoppe, Botho-Lucas-Chor |
| 5     | 15. November 1975           | Mainz, Rheingoldhalle          | Heinz Gietz, Ireen Sheer, Mary Roos, Peter Kraus, Michael Schanze, Kai Warner, Heino, Sonntagskinder, Männergesangverein Bleifeld, Helen Donath, Jeanette Scovotti, Adolf Dallapozza, Botho-Lucas-Chor, Walter Giller, Reinhard Peters, Udo Jürgens |
| 6     | 27. Dezember 1975           | Hof, Freiheitshalle            | Heinz Gietz, Max Greger, Ivan Rebroff, Larissa, Balalaika Ensemble Schastroff, Cornelia Froboess, Frank Riedel, Vico Torriani, Caterina Valente, Herta Worell, Renate Holm, Anneliese Rothenberger, Anton de Ridder |
| 7     | 6. März 1976                | Düsseldorf, Philipshalle       | Werner Twardy, Lotti Krekel, Chris Howland, Tonia, Erik Silvester, Günter Noris Big Band, Roberto Blanco, Hot Dogs, Dutch Swing College Band, Denny Willes & Hunting Quartet, Shmuel Rodensky, Liesel Dieden (per Telefon: Peter Alexander) |
| 8     | 17. April 1976              | Dortmund, Westfalenhalle       | Werner Twardy, Heidi Brühl, Howard Carpendale, Ralf Paulsen, Fritz Schulz-Reichel, Max Greger, Gaby Baginsky, Lena Valaitis, Michael Schanze, Michael Jary, M.G.V Chor Düsseldorf, Liselotte Pulver, Peter Alexander |
| 9     | 29. Mai 1976                | Wien, Stadthalle               | Heinz Gietz, Karel Gott, ORF-Big Band, Lorna Dallas, Marianne Mendt, Peter Minich, William Ray, Nana Mouskouri, Waltraut Haas, Renate Holm, Kurt Huemer, Paul Hörbiger, Original Hoch- und Deutschmeister, Maxi Böhm |
| 10    | 10. Juli 1976               | Saarbrücken, Saarlandhalle     | Heinz Gietz, Bielefelder Kinderchor, Hugo Strasser, Lisa Fitz, Joana, Reinhard Mey, Caterina Valente, Silvia Rudolf-Milan, Brigitte Lindner, Dagmar Koller, Adolf Dallapozza, Martin Finke, Benno Kusche, Christine Schuberth, Willy Mattes |
| 11    | 18. September 1976          | Bremen, Stadthalle             | Werner Twardy, Edda Moser, Franco Bonisolli, Bibi Johns, Sacha Distel, Heino, Vittorio Casagrande, Max Greger, Ilse Werner und Willy Schneider u. a. (Quelle: ZDF-Kultur) |
| 12    | 27. November 1976           | Berlin, Deutschlandhalle       | Werner Twardy, Lena Valaitis, Juliane Werding, Brotherhood of Man, George Baker Selection, Pussycat, Horst Jankowski, RIAS Tanzorchester, Rudolf Schock, Tölzer Knabenchor, Ballett der Deutschen Oper Berlin, Edith Hancke, Gustav „Bubi“ Scholz, Wolfgang Völz, Heidi Abel, Beate Granzow, Tatjana Iwanow, Béla Ernyey, 298th U.S. Army Band, Regimental Band of the Green Howards, La Musique du 46ème Régiment d’Infanterie |
| 13    | 5. März 1977                | Böblingen, Sporthalle          | Hans-Dieter Holzschuh, Garmischer Alpenjäger, Maria und Margot Hellwig, Rudi Knabl, Golden Gate Quartet, Angèle Durand, Lou van Burg, Ralf Bendix, Jacqueline Boyer, Hildegard Knef, Helmut Zacharias, Fred Bertelmann, Rex Gildo |
| 14    | 9. April 1977               | Dortmund, Westfalenhalle       | Heinz Gietz, Peggy March, Freddy Breck, Die Westfälischen Nachtigallen, Max Greger, Klaus Hirte, Wiesław Ochman, M.G.V. Chor Düsseldorf, Lonny Kellner, Fred Bertelmann, Peter Alexander |
| 15    | 18. Juni 1977               | Basel, St. Jakobshalle         | Heinz Gietz, Uschi Glas, Milo Pavlović, Bill Ramsey, Wolfgang Völz, Elisabeth Volkmann, Hazy Osterwald Jetset, Schweizer Radio-Tanzorchester, Lys Assia, Beate Granzow, Margit Schramm, Marco Bakker, Roberto Blanco, Kurt Huemer, Gilbert Bécaud |
| 16    | 28. August 1977             | Berlin, Deutschlandhalle       | Heinz Gietz, Die 3 lustigen Moosacher, Max Greger, Tina Rainford, Marianne Rosenberg, Howard Carpendale, Ricky King, Boney M., Heidi Brühl, Lorna Dallas, Arturo Testa, Benno Hoffmann, Pit Krüger, Joachim Fuchsberger, Wilma Lipp, Cindy & Bert, Fred Bertelmann, Franz Lambert, Jürgen Marcus, Polizeichor Berlin, Polizeiorchester Berlin, Al Martino                                                                       |
| 17    | 22. Oktober 1977            | Innsbruck, Olympiahalle        | Heinz Gietz, Original Tiroler Kaiserjäger, Orchester José Marcello, Elke Rieckhoff, Peter Kraus, Golden Gate Quartet, Lex Jasper, Old Merry Tale Jazzband, Elke Hendersen, Freddy Quinn, Dagmar Koller, Adolf Dallapozza, Viel-Harmoniker, Maxi Böhm |
| 18    | 17. Dezember 1977           | Bremen, Stadthalle             | Heinz Gietz, Carl Bay, Auricher Shanty-Chor, Brigitte Lindner, Nicola Penning, Eugen Hug, Peggy March, Bully Buhlan, Tony Marshall, Rudolf Schock, Heino, Sonntagskinder, Die Westfälischen Nachtigallen, Günter Pfitzmann, Hans Rolf Pradula |
| 19    | 25. Februar 1978            | Böblingen, Sporthalle          | Boris Jojic, Walter Scholz, Schwarzwaldspatzen, Original Schwarzwälder Blasmusik, Max Greger, Mary Roos, Howard Carpendale, Jürgen Marcus, Anneliese Rothenberger, Dagmar Koller, Claudio Nicolai, Sibylle Nicolai, Uwe Dallmeier |
| 20    | 25. März 1978               |                                | "Das Schönste aus „Musik ist Trumpf“ (Ausschnitte vorangegangener Sendungen) |
| 21    | 22. April 1978              | Dortmund, Westfalenhalle       | Heinz Gietz, Dorthe Kollo, Lena Valaitis, Freddy Breck, Etienne Cap, Marek & Vacek, Elisabeth Volkmann, Chris Howland, Vittorio Casagrande, Günter Noris Big Band, Horst Michael Neutze, Tana Schanzara, Heinz Ostermann, Peter Alexander |
| 22    | 3. Juni 1978                | Innsbruck, Olympiahalle        | Dieter Reith, Tonia, Cindy & Bert, Günther Frank, Horst Jankowski, RIAS Tanzorchester, Udo Jürgens, Anita Geigges, Silvestro, Ursela Monn, Harald Leipnitz, Laszlo Nyari, Schnuckenack-Reinhardt-Quintett, Waltraut Haas, Peter Minich, Elke Schary, Peter Kraus, Grit van Jüten, Norbert Orth |
| 23    | 26. August 1978             | Saarbrücken, Saarlandhalle     | Heinz Gietz, Schnuckenack-Reinhardt-Quintett, Ireen Sheer, Gitti und Erika, Tony Marshall, Katja Ebstein, Salvatore Adamo, Max Greger, Caterina Valente, Lorna Dallas, Steven Kimbrough, Gene Reed, Lonny Kellner, Nadja Tiller, Walter Giller, Achim Rodewald |
| 24    | 21. Oktober 1978            | Basel, St. Jakobshalle         | Peter, Sue & Marc, Pepe Lienhard Band, Piera Martell, Paola, Franck Pourcel, Peggy March, Paul Kuhn, René Kollo, Heinz Hoppe, Bückeburger Jäger, Menskes-Chöre, Rheinisches Waldhorn-Quartett |
| 25    | 16. Dezember 1978           | Hannover, Eilenriedehalle      | Rüdiger Piesker, Lena Valaitis, Maggie Mae, Medium-Terzett, Olivera Miljakovic, Margit Schramm, Adolf Dallapozza, Rudolf Schock, Hugo Strasser, Sylviane Bayard, Anneliese Rothenberger, Münchner Kinderchor |
| 26    | 31. März 1979               | Berlin, ICC                    | Dieter Reith, Barbara Schöne, Peter Kraus, Nigel Lythgoe Dancers, Katja Ebstein, Stefan Behrens, Mireille Mathieu, Joe Dassin, Berliner Kinderchor, Bielefelder Kinderchor, Horst Jankowski, RIAS Tanzorchester, Günter Pfitzmann, Peter Alexander |
| 27    | 2. Juni 1979                | Basel, St. Jakobshalle         | Barbara Schöne, Howard Carpendale, Santiago, Bea Albrecht, Erika Köth, Willy Hagara, Margot Eskens |
| 28    | 25. August 1979             | Berlin, ICC                    | Peggy March, Pit Krüger, Gerhard Wendland, Freddy Quinn, Johanna von Koczian, Caterina Valente, Anneliese Rothenberger, Nicolai Gedda, Lotti Krekel, Ernst H. Hilbich, Ken Curtis, Nippy Noya, Siegfried Behrend, Etienne Cap, Toots Thielemans, Jean Warland, Britzer Blasorchester |
| 29    | 20. Oktober 1979            | Graz, Stadthalle               | Elfi Graf, Waterloo & Robinson, Max Greger, Peter Minich, Barbara Schöne, Fred Bertelmann, Roger Whittaker, Peter Hofmann, Ganymed |
| 30    | 15. Dezember 1979           | Nürnberg, Frankenhalle         | Johannes Heesters, Chariklia Baxevanos, Helmut Zacharias, Bernhard Brink, Dunja Rajter, Egon Helmhagen, Maurice André |
| 31    | 23. Februar 1980            | Bremen, Stadthalle             | Rüdiger Piesker, Barbara Schöne, Roberto Blanco, Franz Lambert, Sebastião Tapajós, Hans-Jürgen Schupp, Max Greger, Gislinde Skroblin, Ferenc Barbay, Freddy Quinn, Joe Kirsten, Walter Jokisch, Birgit Pitsch-Sarata, Harald Serafin |
| 32    | 5. April 1980               | Dortmund, Westfalenhalle       | Barbara Schöne, Tamara Lund, Marco Bakker, Fritz Schulz-Reichel, Ireen Sheer, Peggy March, Tony Christie, Günter Noris Big Band |
| 33    | 24. Mai 1980                | Innsbruck, Olympiahalle        | Barbara Schöne, Gunther Philipp, Marianne Mendt, Heinz Eckner, Siegfried Jerusalem, Jeanette Scovotti, Norma Sharp, Caterina Valente, Peter Alexander |
| 34    | 26. Juli 1980               | Hannover, Eilenriedehalle      | Friedens-Chor Vietnam, Betty Dorsey, Sylvia Vrethammar, Mike Krüger, Joy Fleming, Bläck Fööss, Bill Ramsey, Heino, Karel Gott |
| 35    | 20. September 1980          | Basel, St. Jakobshalle         | Rudi Carrell, Reinhard Mey, Julia Migenes, Joana, Marlène Charell, Peter Kraus, Barbara Schöne, Liesbeth List, Edda Moser, Horst Jankowski |
| 36    | 13. Dezember 1980           | Hof, Freiheitshalle            | Barbara Schöne, Die 3 lustigen Moosacher, Max Greger, Ivan Rebroff, Heidi Brühl, Marco Bakker, Celia Jeffreys |
| 37    | 7. März 1981                | Dortmund, Westfalenhalle       | Barbara Schöne, Dschinghis Khan, Goombay Dance Band, Günter Noris Big Band, Lotti Krekel, Ernst H. Hilbich, Udo Jürgens, À La Carte |
| 38    | 18. April 1981              |                                | Anneliese Rothenberger, Howard Carpendale, Hermann Prey, Renate Holm |
| 39    | 13. Juni 1981               | Wien, Stadthalle               | Nana Mouskouri, Alfred Böhm, Peter Minich, The Hornettes, Barbara Schöne, Gottlieb Wendehals, Hugo Strasser, Ireen Sheer, Peter Petrel |
| 40    | 6. September 1981           | Berlin, Deutschlandhalle (IFA) | Rondò Veneziano, Juliette Gréco, Bibi Johns, Betty Dorsey, Katja Ebstein, Roberto Blanco |
| 41    | 17. Oktober 1981            |                                | "Das Schönste aus „Musik ist Trumpf“ Ausfall der geplanten Sendung aus Böblingen |
| 42    | 25. Oktober 1981            | Böblingen, Sporthalle          | Ausstrahlung der ausgefallenen Sendung vom 17. Oktober im Nachmittagsprogramm Marianne und Michael, Lydia Huber, Heino, Michael Jary, Margot Eskens, Peter Hinnen, Paul Kuhn |
| 43    | 31. Dezember 1981           |                                | SILVESTER-TRÜMPFE Beschwingte Unterhaltung zum Jahreswechsel Edith Hancke, Lou van Burg, Karel Gott |

Quellen u. a.: Online-Archiv der Wiener Arbeiter-Zeitung und des Hamburger Abendblatts, Ausstrahlungen